# Ніж Ґлока

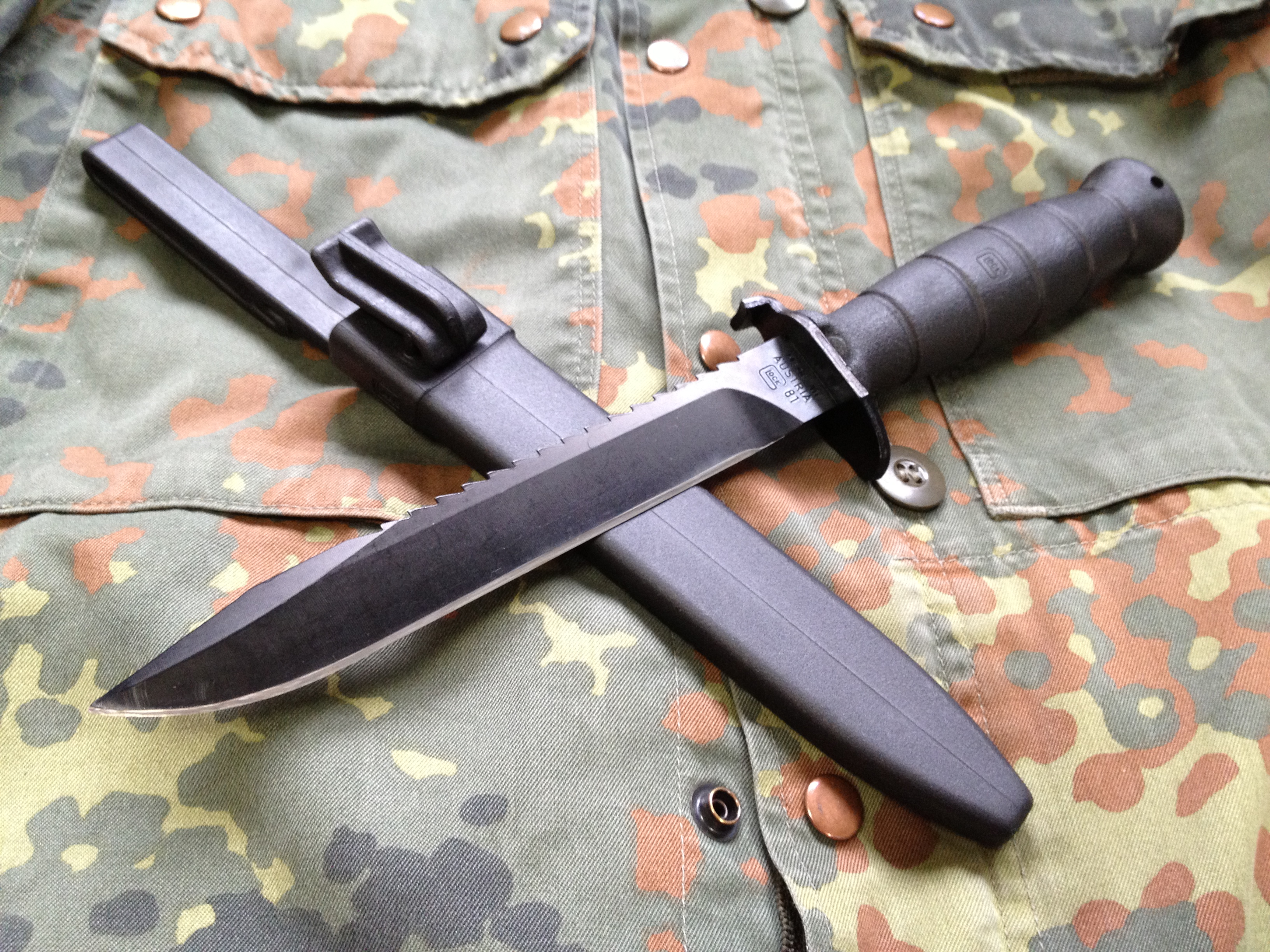
Ніж виживання 81 (Feldmesser 81) з пилоподібним обухом та піхви

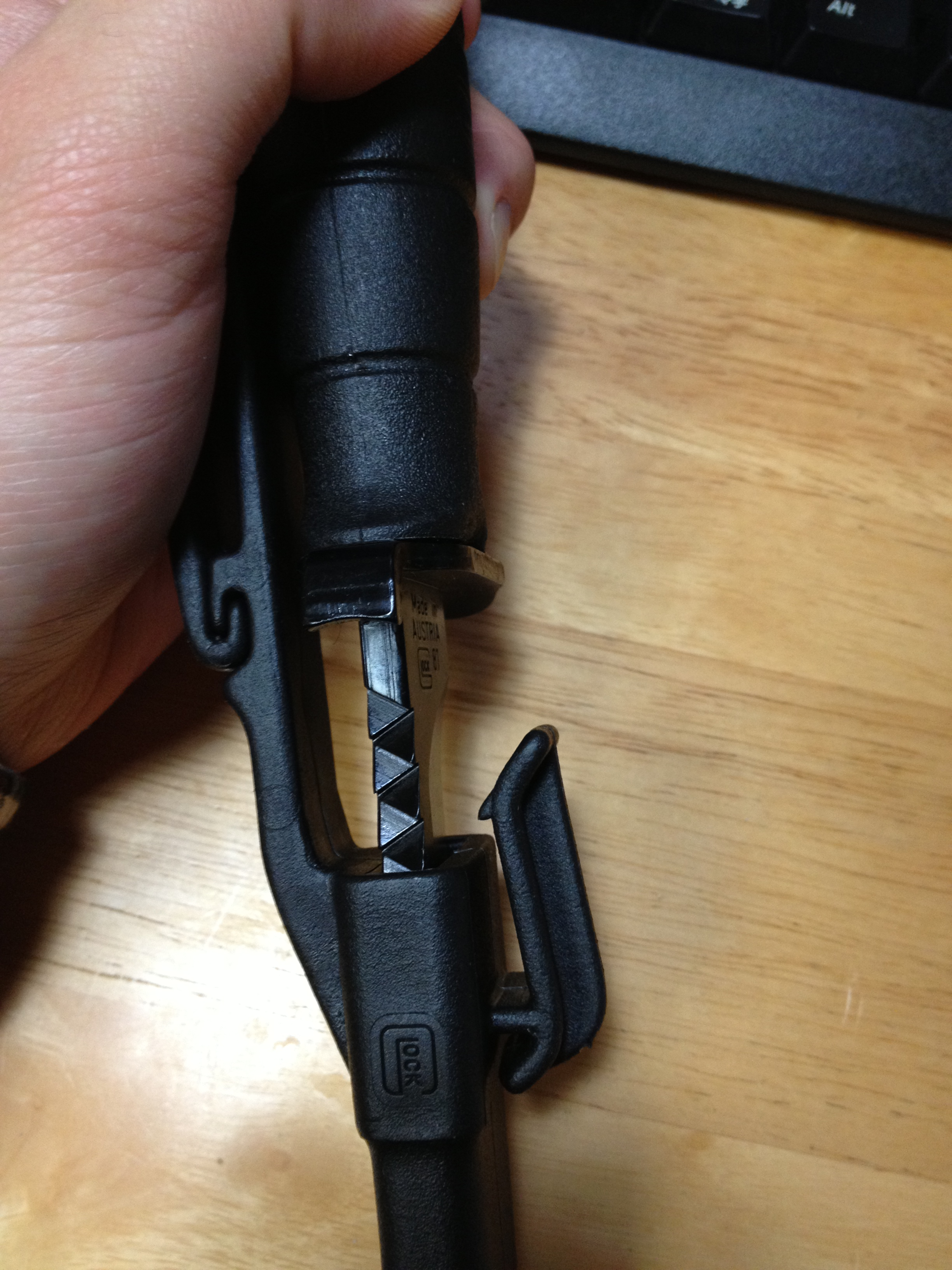
Ніж виживання 81 (Feldmesser 81) з пилоподібним обухом та запобіжною кліпсою зблизька.

Ніж Ґлока військовий польовий ніж який розробила і випускала компанія Glock Ges.m.b.H., розташована в Дойч-Ваграм, Австрія. Його можна було використовувати в якості багнета, вставивши руків'я в гніздо адаптера багнета, який можна було прикріпити до штурмової гвинтівки Steyr AUG.

## Конструкція
Ножі було розроблено у тісній співпраці з підрозділом спецпризначення Jagdkommando австрійської армії. Ніж можна було кидати.
Ніж має форму ножа Боуї зроблений з ресорно-пружинної сталі SAE 1095 з закалкою 55 HRC та має фосфатування. Ресорно-пружинна сталь має гарні ударостійкість і гнучкість, але низьку корозійну стійкість.
Руків'я та піхви зроблені з полімеру Ґлока і мають різні кольори (оливковий, піщаний, сірий та чорний). Верхня гарда загнута вперед і її можна використовувати в якості відкривачки.
Полімерні піхви мають кліпсу, яка не дає загубити ніж, кліпсу для кріплення ножа на ремінь шириною 60 мм та дренажний отвір знизу.

## Варіанти
Зараз Ґлок випускає дві моделі ножів
- Польовий ніж 78 (Feldmesser 78), є класичним польовим ножем, довжиною 165 мм та товщиною леза 5 мм, загальна довжина становить 290 мм, а вага становить 206 г.
- Ніж виживання 81 (Feldmesser 81), який має такі самі параметри, як і Польовий ніж 78 з пилкою на обусі та має вагу 202 г.

## Користувачі
- Австрія: Збройні сили Австрії
  - Польовий ніж 78 під позначенням FM 78 або FMsr 78[7]
- Данія: Королівська армія Данії
  - Польовий ніж 78 під позначенням Feltkniv M/96, NSN 1095-22-262-1779
- Німеччина: підрозділ GSG9 Федеральної поліції Німеччини
  - Польовий ніж 78 під позначенням  FM 78
- Індія:
  - Гвардія національної безпеки (NSG)
  - Спеціальна група захисту (SPG)
- Малайзія: підрозділ Pasukan Gerakan Khas поліції Малайзії
  - Ніж виживання 81 під позначенням  FM 81
  - Відзнака «69 Commando» нанесена на піхви та лезо
- Польща: Військова жандармерія
  - Польовий ніж 78 та 81[8]
- Тайвань: Збройні сили Китайської Республіки (ROCAF)
  - Польовий ніж 78 та 81
- Південна Корея: 707-й батальон спеціального призначення
  - Польовий ніж 78
- Україна: Окремі загони спеціального призначення Національної гвардії України
  - Польовий ніж 78 та 81